# Arriva Max
Arriva MAX是一种仅在英国运营的高级巴士服务，它归由英国Arriva巴士公司运营。

## 历史
在2014年9月，Arriva巴士公司推出来往于城市间的Arriva MAX快速巴士服务。 首条投入运营的Arriva Max线路在泰恩河畔纽卡斯尔和布莱斯之间。它下分两条线路，分别是X10线和X11线。这两条线路是由约克郡Arriva和东北Arriva共同管理。Arriva Max这个名字是东北Arriva给予的。
后来，Arriva Max又增加了威尔士Arriva巴士，夏尔斯&埃塞克斯Arriva和南部Arriva等几个Arriva快速线路管理部门。和约克郡Arriva一样，东北Arriva也在原有线路的基础上，根据需求增加了好几条MAX快速线。 而且每一条新线路的开通会有泰坦机器人来助阵

## 线路
截止2018年4月，Arriva Max一共有25条线路在运营。

### 威尔士Arriva
- 51/51S - 莱尔←→登比

### 东北Arriva
- X1 - 达灵顿←→克鲁克
- X7/X8/X9/X10/X11 - 泰恩河畔纽卡斯尔←→布莱斯
- X12 - 泰恩河畔纽卡斯尔←→米德尔斯堡
- X14 - 泰恩河畔纽卡斯尔←→克罗普顿[1]
- X16 - 泰恩河畔纽卡斯尔←→莫珀斯/科克希尔
- X15/X18 - 泰恩河畔纽卡斯尔←→特威德河畔贝里克[1]
- X20 - 泰恩河畔纽卡斯尔←→阿尼克
- X26/X27 - 达灵顿←→科尔本[1]
- X46 - 达拉谟←→斯坦霍普[10]
- X66/X67 - 达灵顿~米德尔斯堡[1]
- X75/X76 - 达灵顿←→巴纳德城堡[11]
- X93 -  米德尔斯堡←→斯卡布罗[1]
- 306 - 泰恩河畔纽卡斯尔←→惠特利湾

### 夏尔斯&埃塞克斯Arriva
- X30 - 艾尔斯伯里←→高威科姆途经桑德顿和西威科姆
- X60 - 艾尔斯伯里艾尔斯伯里←→米尔顿凯恩斯途经白金汉
- 150 - 艾尔斯伯里艾尔斯伯里←→米尔顿凯恩斯途经莱顿巴泽德
- 300 - 艾尔斯伯里艾尔斯伯里←→高威科姆途经纳普山
- 800 - 高威科姆←→雷丁途经希普莱克
- 850 - 高威科姆←→雷丁途经沃格雷夫和特怀福德

### 南部Arriva
- 34 - 吉尔福德←→坎伯利途经韦斯特菲尔德和萨顿格林
- 35 - 吉尔福德←→坎伯利途经梅福德

### 约克郡Arriva
- 126/127 - 迪斯伯里←→韦克菲尔德
- 202/203 - 哈德斯菲尔德←→利兹
- 229 - 利兹←→哈德斯菲尔德
- 415/416 - 塞尔比←→约克
- 444 - 利兹←→韦克菲尔德
- 268/268A - 韦克菲尔德←→布拉福转运站途经迪斯伯里[1]

## 旧线路

### 南部Arriva
- 5 - 滨海绍森德←→巴西尔登，[12]由于这条线路所带来的经济效应微乎其微，所以这条线路于2016年9月被埃塞克斯第一巴士公司运营的线路所代替。[13][14]

### 东北Arriva
- 308 - 纽卡斯尔安德莱姆~布莱斯，这条线路最初的用车是车身为Volvo B5LHs的莱特双子星二型，但后来由于约克郡Arriva用车需求激增，这条线路上的莱特双子星二型都被掉往了约克郡。取而代之的是未翻新的，车身为VDL DB300s的莱特双子星二型。不过这种车型在这条线路上被使用了一段时间后，也都陆续换上新的Arriva涂装和车体规格。

## 车辆
所有Arriva MAX的用车都安装有皮革座椅和免费的WiFi，车身上涂有改进后的涂装。有一些巴士的座位旁装有充电插口（直到2016年取消）。此外，还有一些巴士里安装了空调。最初使用翻新过后的莱特双子星二型（车身为VDL DB300s）的只有东北Arriva和约克郡。
后来，东北Arriva也开始翻新斯堪尼亚 OmniCitys和亚历山大丹尼士Eenviro400s。但后来经过评估，更为现实的选择是购买更多的亚历山大丹尼士Enviro400s，莱特StreetLites和沃尔沃B9TLs巴士。同时, 约克郡Arriva也开始翻新莱特双子星二型/VDL DB300s和亚历山大丹尼士Enviro400s，除此之外约克郡Arriva也开始购买更多新的亚历山大丹尼士Enviro400s。在其他地方，像夏尔斯&埃塞克斯Arriva，他们也开始翻新旧的梅赛德斯-奔驰Citaro。同时威尔士Arriva也在翻新车身为VDL SB200s的莱特脉冲。